# روز سنندج
روز سنندج یا روز سنه (به کردی: ڕۆژی سنه) برابر با ۶ اردیبهشت هر سال است. این روز سالروز دستور شاه صفی مبنی بر ساخت شهر سنندج توسط حاکم کردستان سلیمان خان اردلان است.

## دلیل نام‌گذاری
سابقهٔ سکونت در شهر سنندج به گذشته‌های بسیار دور بازمی‌گردد. در دوران پس از اسلام زلزله‌ای مخرب در سدهٔ ۶ هجری قمری سبب تخریب این شهر می‌شود که برای مدتی طولانی سنندج را به یک مخروبهٔ خالی از سکونت تبدیل می‌کند. خاندان اردلان به فرمان شاه صفی در چهار نقطهٔ سلیمانیه، سنندج، مریوان و پالنگان چهار قلعه می‌سازند که از طریق یک راه ارتباطی به یکدیگر متصل می‌شده‌اند. از همان زمان، سلیمان خان اردلان مرکز حکومت اردلان را از قلعه‌های حسن‌آباد و پالنگان در جنوب سنندج به شهر کنونی سنندج منتقل کرد. روز ۶ اردیبهشت، سالروز صدور این فرمان در سال ۱۰۴۶ هجری قمری (۱۶۳۶ میلادی) توسط شاه صفی بوده‌است.
شورای فرهنگ عمومی استان کردستان در سال ۱۳۹۷ نام‌گذاری این روز را به نام «روز سنه» (روز سنندج) تصویب کرد و نخستین مراسم در بزرگداشت آن در ۶ اریبهشت ۱۳۹۷ برگزار شد.